# Psammosphaerita tchangsii
Psammosphaerita tchangsii is een tweekleppigensoort uit de familie van de Psammobiidae. De wetenschappelijke naam van de soort is voor het eerst geldig gepubliceerd in 1965 door Scarlato.